# Edmundo Valadés
Edmundo Valadés Mendoza (22 de febrero de 1915, Guaymas, Sonora - 30 de noviembre de 1994, Ciudad de México) fue un cuentista, periodista, editor e intelectual mexicano. Su padre fue Adrián Valadés, también vinculado con el mundo de las letras.

## Semblanza biográfica
Edmundo Valadés nació en Guaymas, Sonora, el 22 de febrero de 1915. 
Fue un defensor y propulsor del cuento como género y más en particular del cuento hispanoamericano y mexicano, además de ser uno de los primeros promotores de la microficción en América Latina a través de su revista El Cuento. Revista de Imaginación. Edmundo Valadés se desempeñó durante muchos años como periodista en las revistas Hoy, y Así. Después ingresó al diario mexicano Novedades del que fue reportero, editorialista y director editorial. Al mismo tiempo publicó columnas de crítica literaria en los diarios El Día, Excélsior y Uno más uno. 
En el gobierno federal desempeñó el cargo de subjefe de la oficina de prensa de la presidencia de México durante el gobierno de Adolfo Ruiz Cortines. También fue un importante colaborador y profesor del Centro Mexicano de Escritores. 
Fue también presidente de la Asociación de Periodistas Cinematográficos de México, de la Asociación de Escritores de México.
Valadés recibió las siguientes distinciones: la medalla Nezahualcóyotl, otorgada por la Sociedad General de Escritores de México (SOGEM), el Premio Nacional de Periodismo de México en 1981, por su trabajo en la revista El Cuento; también recibió el Premio Rosario Castellanos, que otorga el Club de Periodistas de México.
En 1939 fundó la ya mencionada revista El Cuento, de la que fue director hasta su muerte y que rebasó los 110 números. En ella, Valadés se dedicó a difundir cuentos y cuentistas poco conocidos, a través de una búsqueda de nuevos talentos y de traducciones de clásicos en otras lenguas que muchas veces realizaba él mismo. La revista se convirtió en una de las más difundidas y buscadas publicaciones periódicas literarias de la época.
Valadés también escribió sus propios cuentos y microficciones, los cuales publicaba alternadamente en su revista y en volúmenes como La muerte tiene permiso, su primer volumen propio y uno de los más vendidos en la historia editorial del Fondo de Cultura Económica.
El 14 de mayo de 1987, la Universidad de Sonora le otorgó el doctorado honoris causa.

## Legado
Se instituyó el Concurso Latinoamericano de Cuento Edmundo Valadés, Programa Edmundo Valadés de apoyo a la edición de revistas independientes y el premio: Premio Nacional Edmundo Valadés.

## Obras
Cuentos
- La muerte tiene permiso (1955)
- Las dualidades funestas (1966)
- Sólo los sueños y los deseos son inmortales, palomita (1980)

Reunión de cuentos
- Cuentos reunidos y una autobiografía (2017)

Ensayos
- La Revolución y las letras (1960), en coautoría con Luis Leal.
- Por caminos de Proust (1974)
- Los contratos del diablo. Las concesiones bananeras en Honduras y en Centroamérica (1975)
- Excerpta (1984)

Antologías
Además de su labor de cuentista, ensayista y periodista, Valadés fue un gran antologador de cuentos de otros autores, llegando a publicar varias antologías seleccionadas y prologadas por él, de tema y corte variados entre sí.
- El libro de la imaginación (1970)
- Los grandes cuentos del siglo XX (1979)
- Los cuentos de El Cuento (1981)
- 23 cuentos de la Revolución mexicana (1985)
- El cuento es lo que cuenta (1987)
- Con los tiernos infantes terribles (1988)
- La picardía amorosa (1988)
- Ingenios del humorismo (1989)
- Amor, amor y más amor (1990)
- Los infiernos terrestres (1991)
- Cuentos mexicanos inolvidables I (1993)
- Cuentos mexicanos inolvidables II (1994)